# Kind

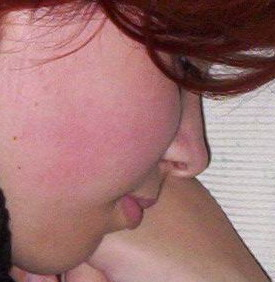
En kind.

Kind (latin: bucca) är den mjuka del av ansiktet som finns vid munnens och näsans båda sidor.